# Мюллер, Робби
Робби Мюллер (нидерл. Robby Müller; 4 апреля 1940, Виллемстад, Кюрасао — 3 июля 2018) — нидерландский кинооператор.

## Биография
Учился в Нидерландской киноакадемии в Амстердаме (1962—1964). Тесно связан с новым немецким кино, в особенности — с Вимом Вендерсом. С 1980-х годов часто работал в США.

## Избранная фильмография
- 1968 — Падение Лены Христ / Der Fall Lena Christ (Ханс Гайсендёрфер)
- 1970 — Лето в городе / Summer in the City (Вим Вендерс)
- 1970 — Джонатан / Jonathan (Ханс Гайсендёрфер)
- 1972 — Страх вратаря перед одиннадцатиметровым / Die Angst Des Tormanns Beim Elfmeter (Вим Вендерс)
- 1973 — Алая буква / Der Scharlachrote Buchstabe (Вим Вендерс)
- 1973 — Поездка в Вену / Die Reise nach Wien (Эдгар Райц)
- 1974 — Алиса в городах / Alice In Den Stadten (Вим Вендерс)
- 1974 — Ложное движение / Falsche Bewegung (Вим Вендерс, Немецкая кинопремия)
- 1975 — Мир на земле / Es herrscht Ruhe im Land (Петер Лилиенталь)
- 1976 — Дикая утка / Die Wildente (Ханс Гайсендёрфер)
- 1976 — С течением времени / Im Lauf der Zeit (Вим Вендерс)
- 1977 — Женщина-левша / Die linkshändige Frau (Петер Хандке)
- 1977 — Американский друг / Der Amerikanische Freund (Вим Вендерс)
- 1978 — Мистерии / Mysteries (Пауль де Луссанет)
- 1979 — Святой Джек / Saint Jack (Питер Богданович)
- 1980 — Жимолость / Honeysuckle Rose (Джерри Шатцберг)
- 1981 — Все они смеялись / They All Laughed (Питер Богданович)
- 1983 — Классовый враг / Klassen Feind (Петер Штайн, Немецкая кинопремия)
- 1984 — Мошенники / Tricheurs (Барбе Шрёдер)
- 1984 — Париж, Техас / Paris, Texas (Вим Вендерс, Баварская кинопремия, Премия немецких кинооператоров)
- 1984 — Конфискатор / Repo Man (Александр Кокс)
- 1985 — Жить и умереть в Лос-Анджелесе / To Live And Die In L.A. (Уильям Фридкин)
- 1986 — Вне закона / Down By Law (Джим Джармуш)
- 1987 — Пьянь / Barfly (Барбе Шрёдер)
- 1987 — Верующие / The Believers (Джон Шлезингер)
- 1988 — Чертёнок / Il piccolo diavolo (Роберто Бениньи)
- 1989 — Кофе и сигареты, мемфисская версия / Coffee and Cigarettes II (Джим Джармуш, к/м)
- 1989 — Таинственный поезд / Mystery Train (Джим Джармуш)
- 1989 — Зарисовки об одеждах и городах / Aufzeichnungen zu Kleidern und Städten (Вим Вендерс)
- 1990 — Корчак / Korczak (Анджей Вайда, Немецкая кинопремия)
- 1991 — Когда наступит конец света / Until The End Of The World (Вим Вендерс)
- 1993 — Бешеный пёс и Глория / Mad Dog And Glory (Джон Мак-Нотон)
- 1995 — Мертвец / Dead Man (Джим Джармуш)
- 1995 — За облаками / Al di là delle nuvole (Вим Вендерс)
- 1996 — Рассекая волны / Breaking the Waves (Ларс фон Триер, премия Американской ассоциации кинокритиков, премия Нью-Йоркского сообщества кинокритиков)
- 1997 — Урок танго / The Tango Lesson (Салли Поттер)
- 1998 — Двое убийц / Shattered Image (Рауль Руис)
- 1999 — Пёс-призрак: путь самурая / Ghost Dog: The Way of the Samurai (Джим Джармуш)
- 2000 — Танцующая в темноте / Dancer in the Dark (Ларс фон Триер)
- 2002 — Круглосуточные тусовщики / 24 Hour Party People (Майкл Уинтерботтом)
- 2003 — Кофе и сигареты / Coffee and Cigarettes (Джим Джармуш)
- 2004 — Образы Европы / Visions of Europe (новелла Пролог, Бела Тарр)

## Признание
Член жюри Каннского МКФ (1988). Премии Camerimage (Лодзь, 1998, с Д. Джармушем) — за лучший дуэт в независимом кино, Золотой телец (2007, Утрехт) за вклад в культуру и др. награды.